# Cova Bonica
La cova Bonica (en español se podría traducir com cueva Bonita por la presencia de estalagmitas) es un yacimiento arqueológico que cubre gran parte de la Prehistoria Reciente y es especialmente importante por los niveles correspondientes al Neolítico Antiguo Cardial. Se encuentra ubicado en el municipio de Vallirana (Bajo Llobregat) de la provincia de Barcelona (España), en una zona con numerosas canteras. La cavidad es una cueva de origen cárstico que presenta unas dimensiones medias, con una sala principal (SP) y dos salas laterales (SL1 y SL2). Se encuentra situada en el macizo del Garraf-Ordal, muy cerca de Barcelona, donde también hay otras cuevas con restos arqueológicos y paleontológicos. Esta cavidad fue utilizada como cantera de calcita esparítica (conocida localmente como sal de llop) hecho que comportó la destrucción de gran parte de las estalagmitas que en su día dieron nombre a la cueva. Además, fue utilizada también como mina para el cultivo de champiñones, hecho que también contribuyó en degradar la cueva. Este cueva fue excavada por primera vez en 1936 por J. de C. Serra-Ràfols, sin embargo, los trabajos arqueológicos fueron interrumpidos por la Guerra Civil Español (1936-1939). Desde el año 2008, el Grup de Recerca del Quaternari de la Universidad de Barcelona coordinado por los arqueólogos Joan Daura y Montserrat Sanz, esta realizando nuevas investigaciones en el marco de un proyecto sobre la Prehistoria.  
Entre las piezas recuperadas en el yacimiento, destaca la cerámica con decoración cardial (realizada con conchas de bivalvos) que se corresponden con el periodo que conocemos como Neolítico Antiguo Cardial. Además se han descubierto también restos humanos y utensilios líticos e óseos. En 2015 el yacimiento salió a la luz pública ya que a partir de algunos de sus restos humanos se secuenció el genoma de los restos encontrados, a partir de colágeno de dientes, de 7400 años de antigüedad. Este estudio genético ha sido el primero en desvelar el ADN de las primeras poblaciones humanas de la península ibérica que tenían una economía de tipo agrícola y ganaderas. Además ha puesto en evidencia que los primeros ganaderos de iberia procedían del Mediterráneo Central, seguramente de las costas adriáticas.

## Principales descubrimientos
El principal descubrimiento en el yacimiento es la presencia de enterramientos del neolítico antiguo cardial, un momento del que se conocen pocos restos humanos es España y Portugal. En un estudio publicado en noviembre de 2019, se dan a conocer un total de 314 restos humanos adscritos a un total de 7 individuos, uno de ellos de edad adulta y el resto de edades infantiles y juveniles. En el estudio publicado en 2019 se sitúan estos restos humanos entre los enterramientos cardiales más antiguos de la península ibérica, datados en 7,400 años antes del presente. El estudio indica que los restos humanos probablemente no fueron enterrados, sino depositados en la cueva. Junto a ellos se ha encontrado elementos de ornamentación, como cuentas de collar, una de ellas en coral rojo, y ornamentos elaborados con malacología marina. Además, hay también piezas de utillaje doméstico, como herramientas en sílex, cuarzo, jaspe y cristal de roca, además de hueso pulimentado. 
Los restos humanos indican que su dieta combino el consumo de cerales y productos cárnicos ya que el yacimiento ha proporcionado abundantes restos de fauna.